# Wiciokrzew czarny
Wiciokrzew czarny, suchokrzew czarny ( Lonicera nigra L. – gatunek rośliny wieloletniej o zdrewniałym pnączu, należący do rodziny przewiertniowatych. Występuje w górach środkowej i południowej Europy, w Alpach do 2000 m n.p.m. Na terenie Polski występuje głównie w Sudetach oraz Karpatach od Beskidu Śląskiego po wschodnią część Bieszczadów, od 270 m n.p.m. w Sudetach Zachodnich do 1625 m n.p.m. w Tatrach. Gatunek neutralny wobec kontynentalizmu. Takson rodzimy lub trwale zadomowiony.
 

## Morfologia

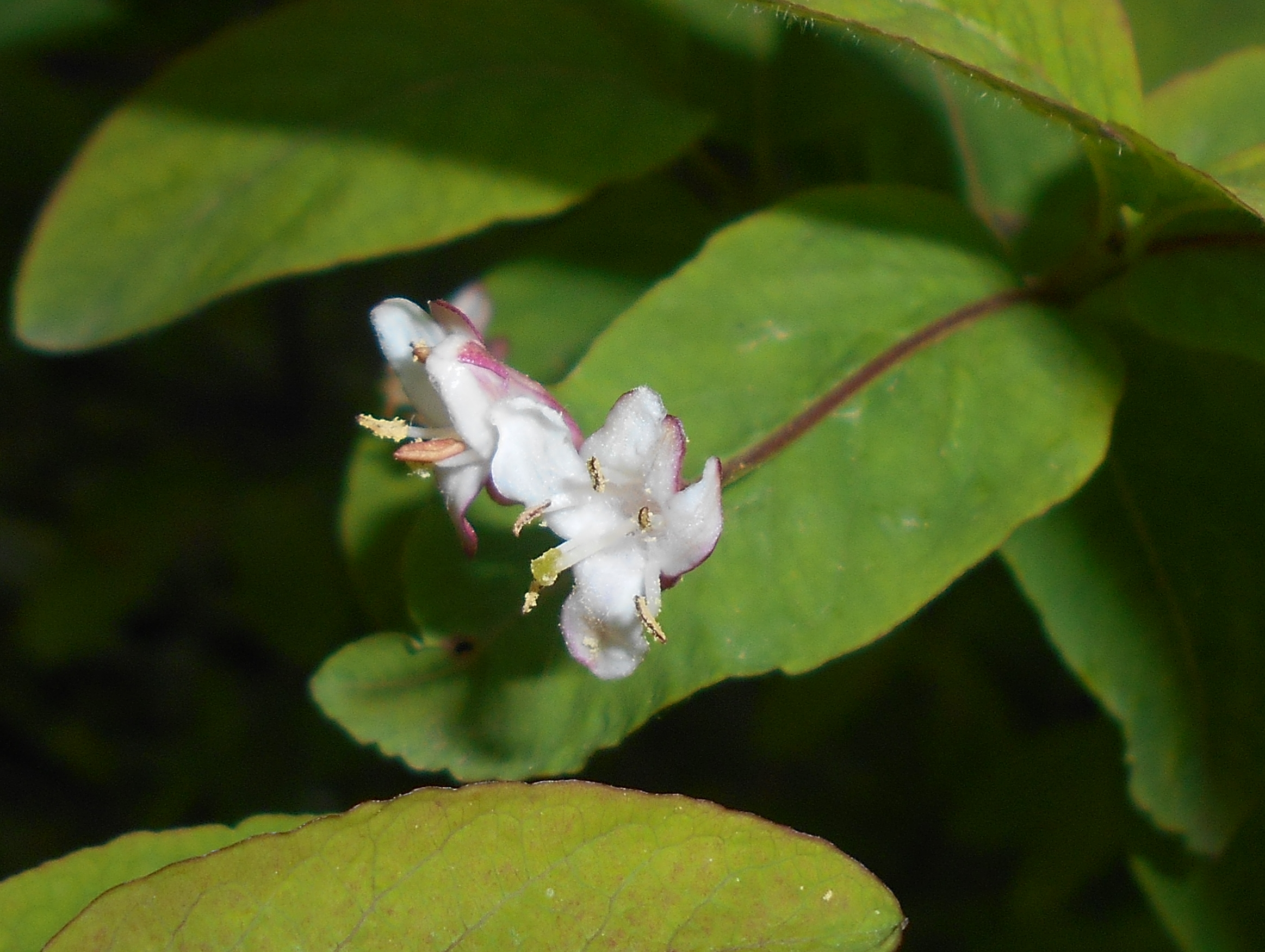
Kwiaty

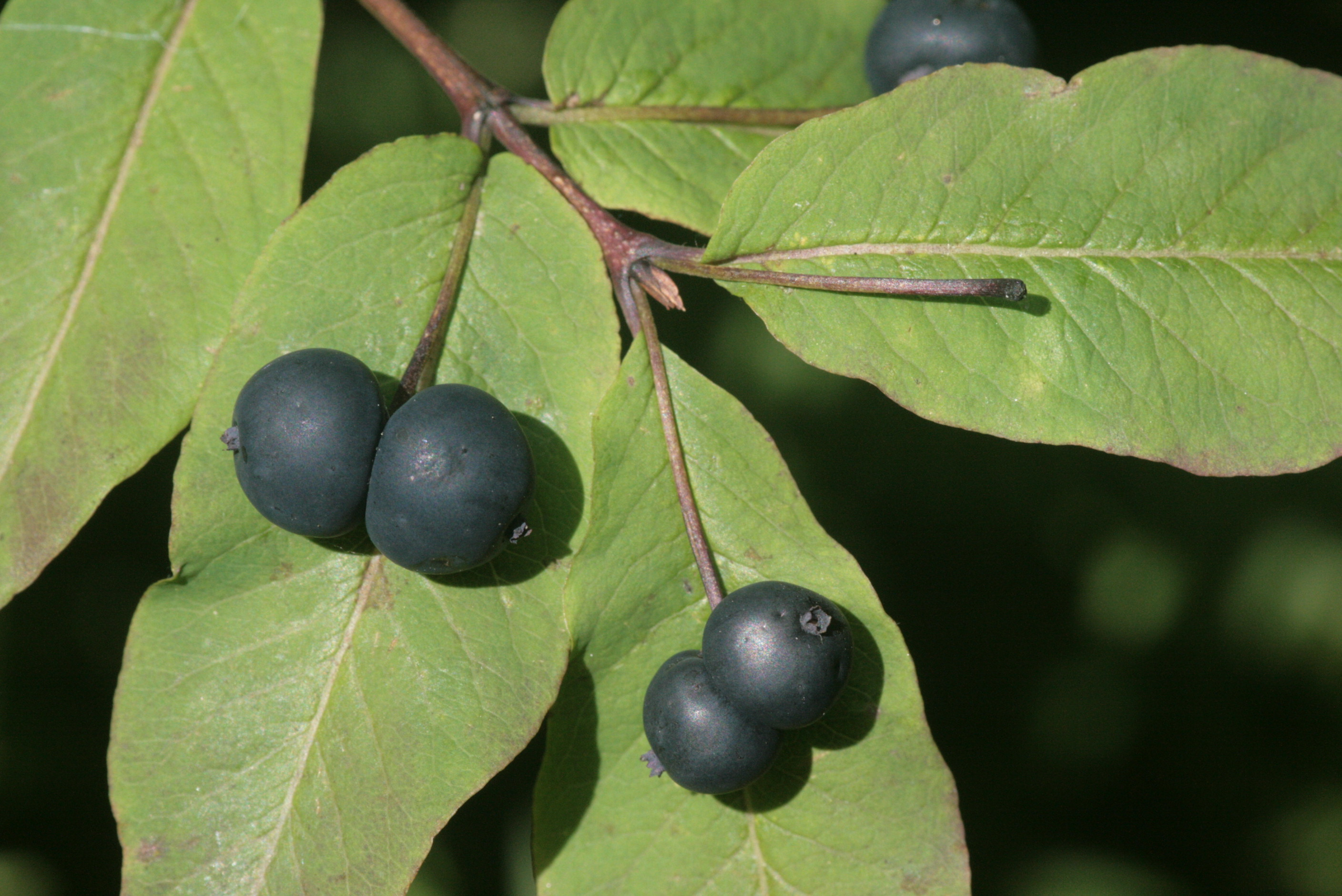
Owoce

PokrójKrzew lub niskie drzewo o wysokości do dwóch metrów.
ŁodygaPędy okrągłe cienkie, nagie z białym pełnym rdzeniem, jasnobrązowe, lekko połyskujące, w części wierzchołkowej krótko owłosione i pokryte ciemnymi gruczołkami.Na starszych gałęziach kora łuszczy się nierównymi płatami. Pąki wąskojajowate, wydłużone, czterokanciaste, odstające od pędów pod kątem ostrym. Łuski na szczycie zaostrzone, brązowe i nagie.
LiścieSzerokie, krótkoogonkowe, odwrotniejajowate do podłużnieeliptycznych o długości od 4 do 6 cm, na szczycie zaostrzone lub tępe, u nasady zaokrąglone lub klinowate, na brzegach lekko karbowane. Ulistnienie naprzeciwległe. Blaszki z wierzchu ciemnozielone owłosione tylko na nerwach, pod spodem sinozielone owłosione lub opuszone, na nerwach pokryte szorstkimi włoskami i brunatnymi gruczołkami.
KwiatyKwiatostan dwukwiatowy, widlasto rozgałęziony na wspólnej łodydze. Kwiaty o długości od 8 do 10 mm, zrosłopłatkowe koloru różowobiałego lub białego, wyrastają zwykle w kątach liści, na szypułkach 1,5–4 cm długości, które są od trzech do czterech razy dłuższe niż kwiaty. Korona dwuwargowa z zewnątrz naga, wewnątrz owłosiona, górna warga jest wyprostowana i cztero podzielona, dolna warga jest wąska i zakrzywiona.Kwiat posiada pięć pręcików. Kwiaty rozwijają się w maju-czerwcu.
OwocNibyjagody o wydłużonym elipsoidalnym kształcie o średnicy od ośmiu do dziesięciu milimetrów, czarne, z niebieskim nalotem, po dwie obok siebie zrośnięte nasadami i często niejednakowo wykształcone. Dojrzewają w lipcu i sierpniu. Jagoda zawiera dwa płaskie, eliptyczne nasiona długości czterech mm.

## Biologia i ekologia

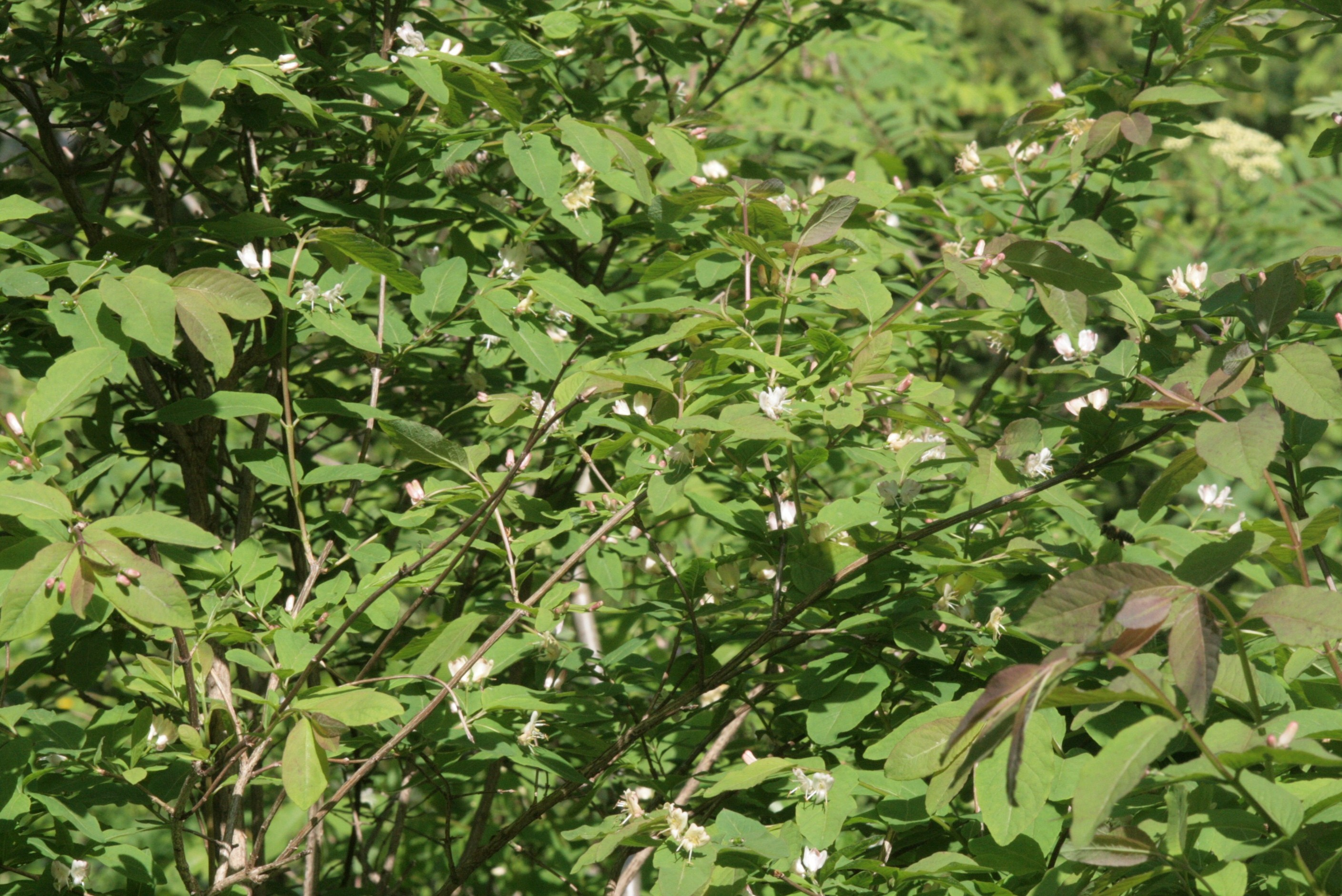
Krzew w czasie kwitnienia

RozwójKrzew, autotrof, fanerofit, mrozoodporny. Kwitnie od maja do czerwca. zapylany jest głównie przez owady w głównie przez pszczoły. Rozsiewanie odbywa przez ptaki.
SiedliskoRośnie w górskich lasach świerkowych i jodłowych, lasach bukowych, zaroślach i ziołoroślach subalpejskich oraz w zbiorowiskach łęgowych w dolinach potoków. Preferuje obszary o klimacie umiarkowanie zimnym. Rośnie na stanowiskach półcienistych, na glebach świeżych, słabo kwaśnych, średnio zwięzłych i umiarkowanie ubogich.
FitosocjologiaW klasyfikacji zbiorowisk roślinnych gatunek charakterystyczny dla Ass. Pado-Sorbetum i gatunek wyróżniający dla zbiorowiska roślinności (Zb.) Acer pseudoplatanus-Aruncus sylvestris.
Roślina trującaZawiera saponiny i niewielkie ilości glikozydów cyjanogennych. Trujące są również owoce. Spożycie powoduje uszkodzenie nerek, zawroty głowy, sinicę, tachykardię, porażenie oddychania. Objawy: nudności, wymioty, pobudzenie, zaburzenia rytmu serca, krwawa biegunka, drgawki, rozszerzenie źrenic.

## Znaczenie i zastosowanie
- Rzadko uprawiany, sporadycznie stosowany jest w żywopłotach.
- Owoce stanowią ulubiony pokarm wielu gatunków zwierząt.